# Хювяринен, Микко
Йоханнес Микаэл «Микко» Хювяринен (фин. Johannes Mikael „Mikko“ Hyvärinen; 8 января 1889, Контиолахти, Куопиоская губерния — 6 июня 1973, Куопио) — финский гимнаст, серебряный призёр летних Олимпийских игр 1912 года в командном первенстве по произвольной системе. Старший брат Ээро Хювяринена, также гимнаста и серебряного призёра Олимпийских игр 1912 года в той же программе выступлений.